# 気温

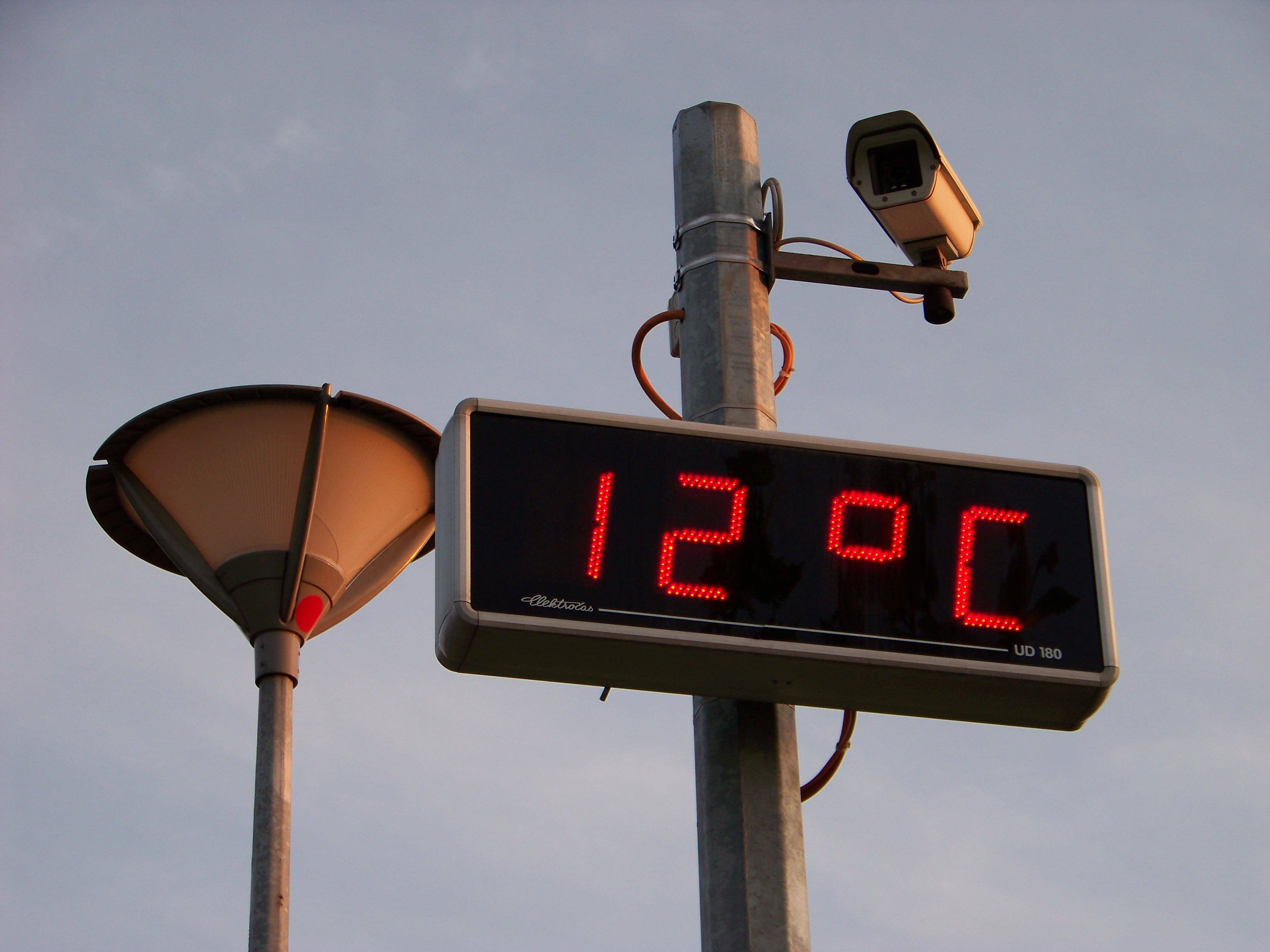
屋外に設けられた気温表示ディスプレイ

気温（きおん）とは、対象とする場所の空気（大気）の温度のこと。気象要素のひとつ。単に気温という場合、大抵は地上の気温、つまり地表から1.25 - 2.0mの高さで日射を遮り通風するなど適切な条件で測る屋外の気温を指す。

## 「気温」の表現
「気温」だけを表す単語は日本語や中国語など一部の言語にしかなく、英語では「温度」を表すTemperatureが気温の意味で代用され、厳密に「気温」を表す場合はAir temperatureやAtmospheric temperatureなどが使用されている。

## 気温の測定と統計

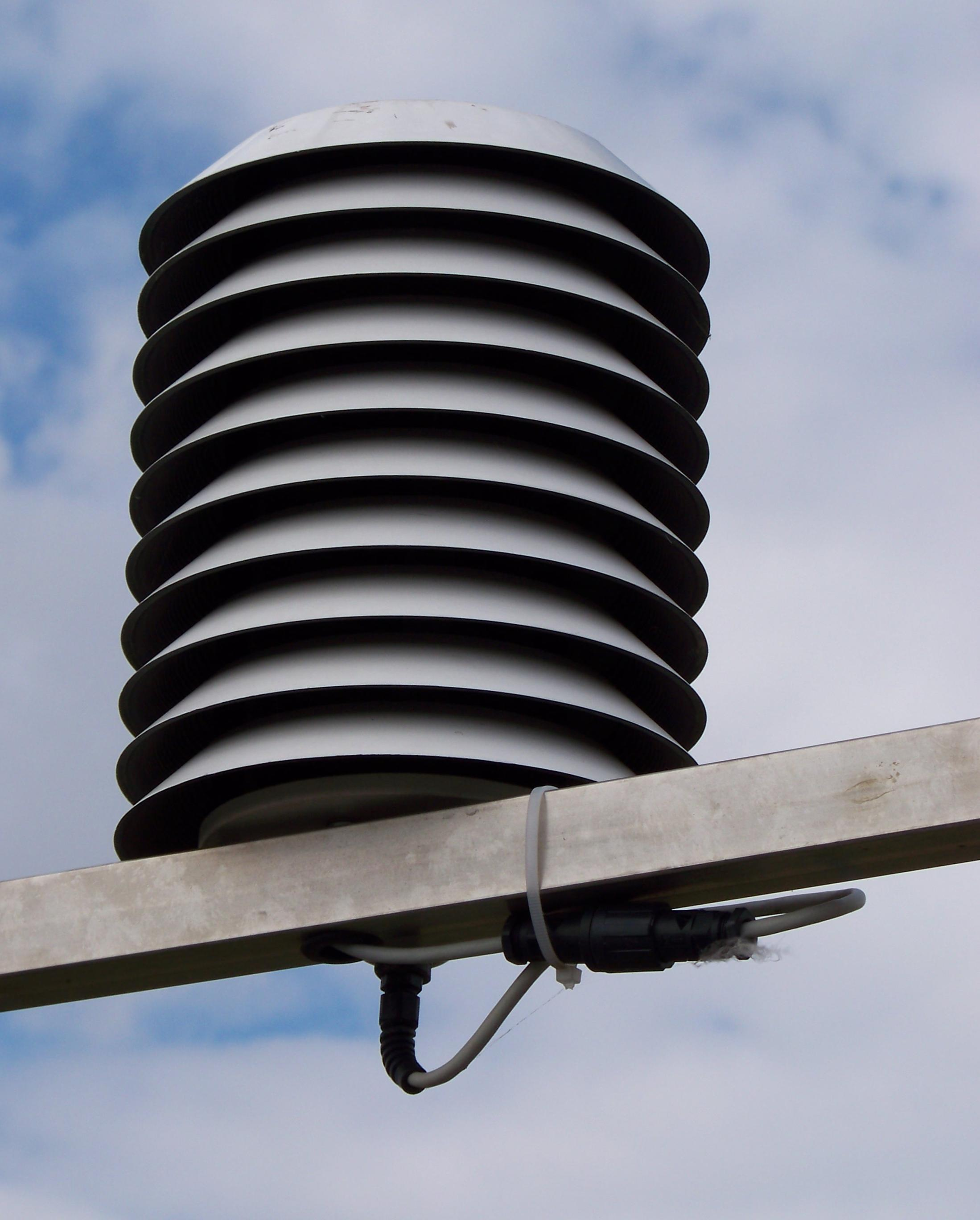
気象観測所の気温計

バイメタル式気温計

気温のグラフの例。月平均の最低・最高気温が示されている

### 測定
天気や気候について考えるときの気温は「地上の気温」である。気温は温度計により測定するが、構造や測定値の特性が異なるいくつかの種類の温度計が存在するため、測定値を利用する際に留意する必要がある。地上の気温の測定方法は世界気象機関（WMO）により規定されており、地上から1.25 - 2.0mの高さで、温度計を直接外気に当てないようにして測定することと定められている。なお日本では、気象庁が測定高さを1.5mと定めている。
ふつう、上記の測定方法を満たすため、温度計や同じような測定環境が求められる湿度計は、ファン付きの通風筒や百葉箱に入れられる。
温度計が雨の侵入や結露によって濡れたり、雪の侵入や霜によって凍結したりすると、水の蒸発や融解による潜熱吸収の作用で温度が低下し、誤差の原因となる。また、太陽光が直接当たったり、温度計の周りの空気の流れが滞ったりすると、本来の周囲の気温以上に温度が上昇し、これも誤差の原因となる。これを防ぐために、通風筒や百葉箱は雨・雪が侵入しにくい構造になっており、通風筒ではファンにより強制的に、百葉箱では風を通しやすい構造により換気を行っている。なお、ファンの発熱の影響を少なくするため、通風筒内では外気の出口にファンを設ける構造が適切とされている。
温度計を納めた通風筒や百葉箱の設置環境としては、本来の周囲の気温に近づけるために周囲の風通しが良いこと、日陰になって必要以上に低温にならないために周囲の一定範囲内に樹木や構造物などが無いこと、加熱により必要以上に高温にならないように周囲に熱源となるものが無いことなどが望まれる。気象庁の「気象観測の手引き」では、開けた平らな土地で、かつ近くに木々や建物などの他の障害物のない場所で行うことと定められており、急な傾斜地の上や窪地の中は避けるべきだが、やむを得ず設置する場合は周囲の気温と比較して特性を把握しておくべきとされている。また、通風筒や百葉箱の下の地面（露場）は、丈の短い芝生が最も望ましく、難しければ周辺と同じ土壌でもよいが、雑草の繁茂を防ぐ管理上の理由から人工芝も認められている。一方、照り返しの強いアスファルトなどは不適当とされている。露場の面積は広ければ広いほど良いとされるが、気象庁のアメダス観測所ではおおむね70m2以上の露場が確保されている。
気象予報に利用するため、上空の気温の観測も行われている。定時・定点の観測として、ゴム気球に温度センサを取りつけて空に放つラジオゾンデが最もよく用いられている。ラジオゾンデは対流圏を通過し成層圏内の上空30km程度まで到達する。また、航空機も随時・定時に気温の観測を行い、航空気象に利用されている。
また、世界気象機関のほか、日本をはじめとした多くの地域では気温を摂氏（°C）で表すが、アメリカ合衆国では伝統的に華氏（°F）で表すことが多い。

### 統計
気温はふつう一定の間隔で連続的に観測される。このデータの中で、1日や1年など一定期間における、最も高い気温を最高気温、最も低い気温を最低気温と言う。一般的には単に「最高気温」「最低気温」という場合、天気予報において良く使われることから、1日の最高気温や最低気温を指すことが多い。また、一定期間における平均の気温を平均気温と言う。
気温の統計では、その測定間隔に注意する必要がある。SYNOPは3時間ごと、MATERは1時間ごとの測定（通報）であるため、これらのデータを用いた平均気温は、日平均気温であれば8回や24回の平均となる。この間隔は技術革新により次第に短くなってきており、アメダスの例を挙げれば2002年までは1時間ごと、2008年までは10分ごと、2008年以降は10秒ごとと改良されている。これにより誤差が出る事も分かっている。平均すると、1時間ごとの最高気温は0.5℃、10分ごとの最高気温は0.2℃、それぞれ現在よりも低い値であるほか、1時間ごとの最低気温は0.2℃、10分ごとの最低気温は0.1℃、それぞれ現在よりも高い値であると報告されている。

## 気温に関する用語
最高気温
日最高気温ともいう。着目している日、すなわち0時から24時までに観測された気温の最高値。晴天の日では12時から15時の間に観測されることが多いが、そのときの気圧配置によって夜中に観測されることもある。天気予報などで「日中の最高気温」と明示した場合は、「9時から18時までの最高気温」となる。新聞などでは「0時から15時までの最高気温」が掲載される場合が多い。また、着目している月内に観測された気温の最高値を、月最高気温という。
最低気温
日最低気温ともいう。着目している日、すなわち0時から24時までに観測された気温の最低値。晴天の日では3時から9時の間に観測されることが多いが、その日の気圧配置によっては昼間に観測されることもある。天気予報などで「明日朝の最低気温」と明示した場合は、「明日0時から9時までの最低気温」となる。新聞などでは「前日21時から当日9時までの最低気温」が掲載される場合が多い。また、着目している月内で観測された気温の最低値を、月最低気温という。
平均気温
一日の場合は1〜24時の毎正時24回の気温の平均、1か月（1年）の場合は毎日（毎月）の平均気温の平均のことを指す。また、日本の平均気温を算出する場合、全ての観測地の平均気温ではなく、都市化の影響が少なく特定の地域に偏らない、1898年以降継続して観測が続けられている15地点における、平均気温と平年値の差を、各地点の平均値で表す。よって、絶対値で○°Cではなく、平年差±○°Cで表す。この方法は世界の平均気温でも用いられている。　
日較差
一日に観測された最高気温と最低気温の差。
月較差
ひと月に観測された最高気温と最低気温の差。
年較差
一年間に観測された最高気温と最低気温の差。最暖月（最も気温が高い月）と最寒月（最も気温が低い月）の月平均気温の差を言う場合もある。
冬日（ふゆび）
日最低気温が0°C未満の日。
熱帯夜（ねったいや）
夜間の最低気温が25°C以上のこと（気象庁の予報用語による）。
気象庁が統計しているのは熱帯夜ではなく、正確には「日最低気温が25°C以上の日」である。
超熱帯夜（ちょうねったいや）
夜間の最低気温が30°C以上のこと。
真冬日（まふゆび）
日最高気温が0°C未満の日。
夏日（なつび）
日最高気温が25°C以上の日。
真夏日（まなつび）
日最高気温が30°C以上の日。
猛暑日（もうしょび）
日最高気温が35°C以上の日。
2006年以前はマスコミ等で「酷暑日（こくしょび）」と表現されることが多かったが、2007年4月1日に行われた予報用語改正によって正式に定義され、同年の新語・流行語大賞でトップ10入りしている。
酷暑日（こくしょび）・極暑日（ごくしょび）
日最高気温が40°C以上の日。

## 気温を左右する要因
| 緯度が同じ日本の札幌とフランスのマルセイユの2月の風景。積雪の有無、樹木の葉の有無などから気温の違いが分かる。 |  | 緯度が同じ日本の札幌とフランスのマルセイユの2月の風景。積雪の有無、樹木の葉の有無などから気温の違いが分かる。 |
| 緯度が同じ日本の札幌とフランスのマルセイユの2月の風景。積雪の有無、樹木の葉の有無などから気温の違いが分かる。 |  | |

一般に気温は地表からの高さ、時刻、周囲の状況によって大きく変化する。そのほかの要素は以下の通り。
- 太陽光（日射） - 地球上の気温に最も大きな影響力を持つ。太陽と地球の天体運動に伴う太陽光の入射角度の変化により、気温は1年周期で季節変化し、1日周期で日変化する。一般的に、太陽高度が高いほど、気温は高くなる。また、日射が少なく大気放射が多くなるため、同じ時期でも晴れの日より曇りの日や雨の日の方が気温の変化は緩やかである。
- 大気放射　-　すべての物質はステファン・ボルツマンの法則により絶対温度の4乗に比例して単位時間当たりのエネルギーを放出している。大気圏においては主に水蒸気、二酸化炭素が大気から放たれる赤外線をよく吸収する。
- 地球放射 - 太陽光により受けた熱は、地表から上空に向けて赤外線として放射される、これを地球放射という。地球放射により地表が冷え気温も低下することを放射冷却と呼ぶ。夜間から朝にかけて放射冷却が続き、放射量を上回る日射が始まる早朝に1日の最低気温を記録することが多い。雲が少なく風が弱い日には特に気温の低下が大きくなる。水蒸気や雲が多いと、水蒸気や雲からの赤外線の放射が地球放射と相殺するため、気温の低下幅が小さくなる。
- 排熱 - 特に都市部では、人為的活動に伴う排熱が気温を上昇させることがある。　また、ビルの側面からの放射熱が気温の低下を妨げる要因になる。
- 地形 - 盆地や内陸、砂漠などの晴れが多い地域では、日射も地球放射も効率が良いため気温の変化が大きい。
- 海洋・水辺 - 水は熱容量が大きく温度変化が緩やかなため海上では気温の変化も小さく、陸上にあっても海辺では海陸風により海と陸の空気が入れ替わるため気温の変化が小さい。同様に水を湛える河川や湖沼も同じような効果を持ち、その周囲の気温の変化は小さくなる傾向にある。また、暖流や寒流が南北に流れてくる地域では、海洋の影響により暖かくなったり寒くなったりする。
- 標高 - 対流圏の空気は温度成層を成しており、通常は標高が高いほど気温が低くなる。この低下率を気温減率といい、海抜0〜2000m付近では標高が100m高くなるごとに平均で0.65°Cずつ気温が低下する。
- 植生 - 蒸散や土壌の水分などによる潜熱の放出、反射率が低いことなどから、気温の変化が小さくなる。
- 地表の構成物 - 地面や人工物は、色や組成により日射の反射率や熱容量が異なり、気温に影響を与える。
- 氷の存在 - 氷河や積雪などの形で存在する氷は、反射率が高いため日射による気温の上昇を抑える効果がある。また、熱容量が大きいため、特に春先などの融解時に気温の変化を抑える効果がある。
- 移流 - 暖かい空気や冷たい空気が風により他の場所から移動してくるもの。気圧配置が大きく関係する。
  - フェーン - 暖かく湿った空気が山脈を越える際、降雨に伴い潜熱が放出され加熱される効果により、気温が上昇する。
  - ボーラ - 冷たい空気が山脈の尾根を伝って吹き下ろし、気温が下がるもの。
  - 雷雨に伴う冷気 - 積乱雲の衰弱期に冷たい下降気流が吹き下ろし地表を広がるもの（冷気外出流）。ガストフロント、ダウンバーストはこの一種。

## 気温の日変化

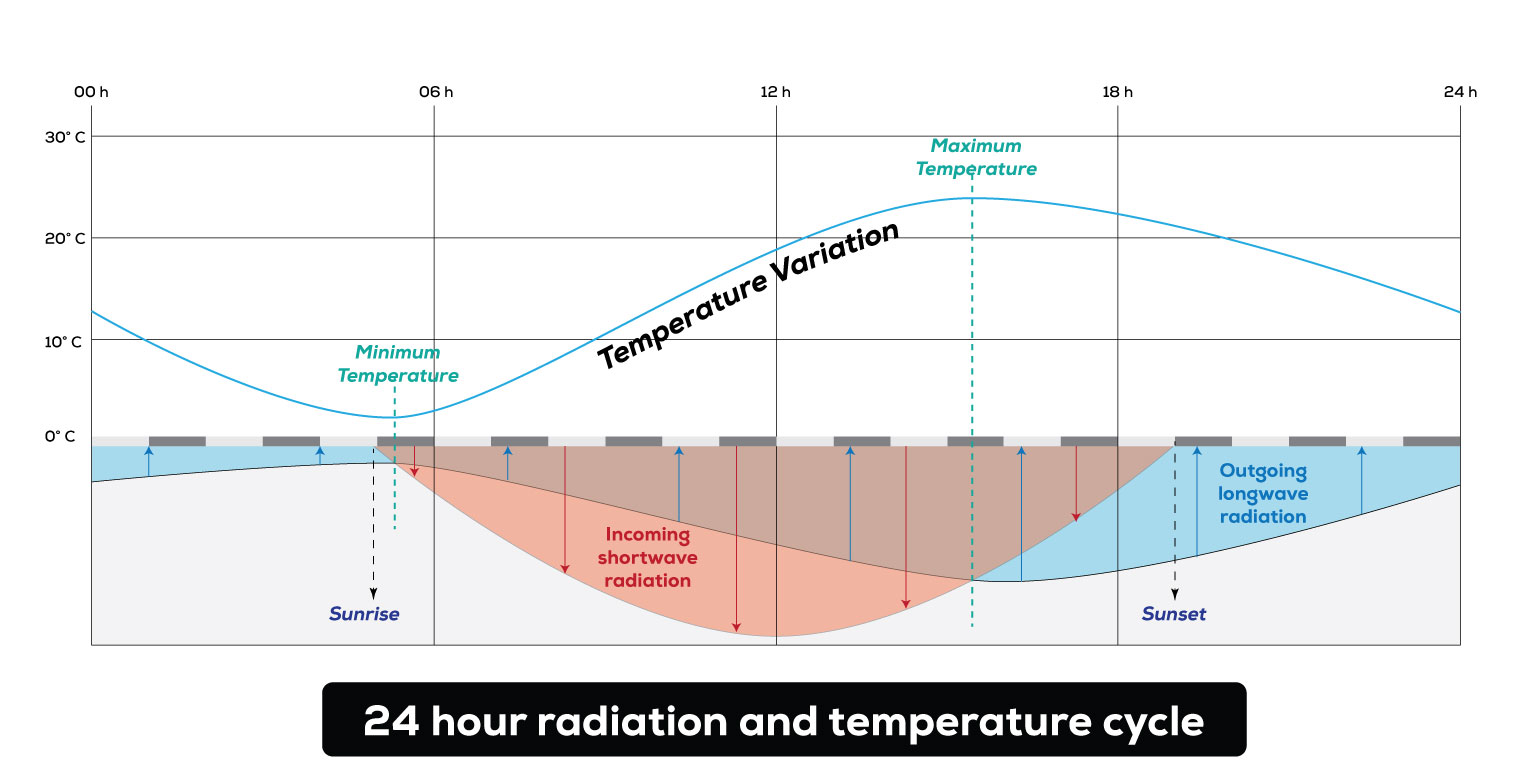
晴天時の1日の気温変化（上半分）と放射収支（下半分）の関係図。赤の塗りつぶしは太陽放射量、青の塗りつぶしは長波放射量。

地上の気温の日変化は、太陽放射と長波放射（地表からの赤外線放射）のバランスによるところが大きく、これに暖かい・冷たい移流などが重なった変化をする。
日中の太陽放射量は、日の出から増加し、正午ごろ最大となり、日没後はなくなる。一方、長波放射量は気温と同じように変化し、太陽放射から少し遅れて最大となる（右図参照）。
日射がない夜間は長波放射で地表が冷え、地表気温も日の出のころ最低気温を記録する。よく晴れた風の弱い夜は長波放射・放射冷却の効果が大きく、気温の低下が大きい。その一方、水蒸気（気体）や雲は長波放射をよく再吸収するため、曇った夜は気温の低下が小さい。
日の出以降は太陽放射量が長波放射量より多くなって、地表は暖められ気温も上がりはじめる。午後2時前後に最高気温が記録され、長波放射量は最大となる。この太陽放射量と気温のピークのずれは、daily temperature lagと呼ばれることがあるが、大気が地表に間接的に暖められていることで生じると考えられている。つまり、太陽放射が地面を暖め、長波放射が増加、増加した長波放射が大気に吸収され温まるという応答を通じて遅延している（熱慣性の一種）。

## 世界の気温と気候

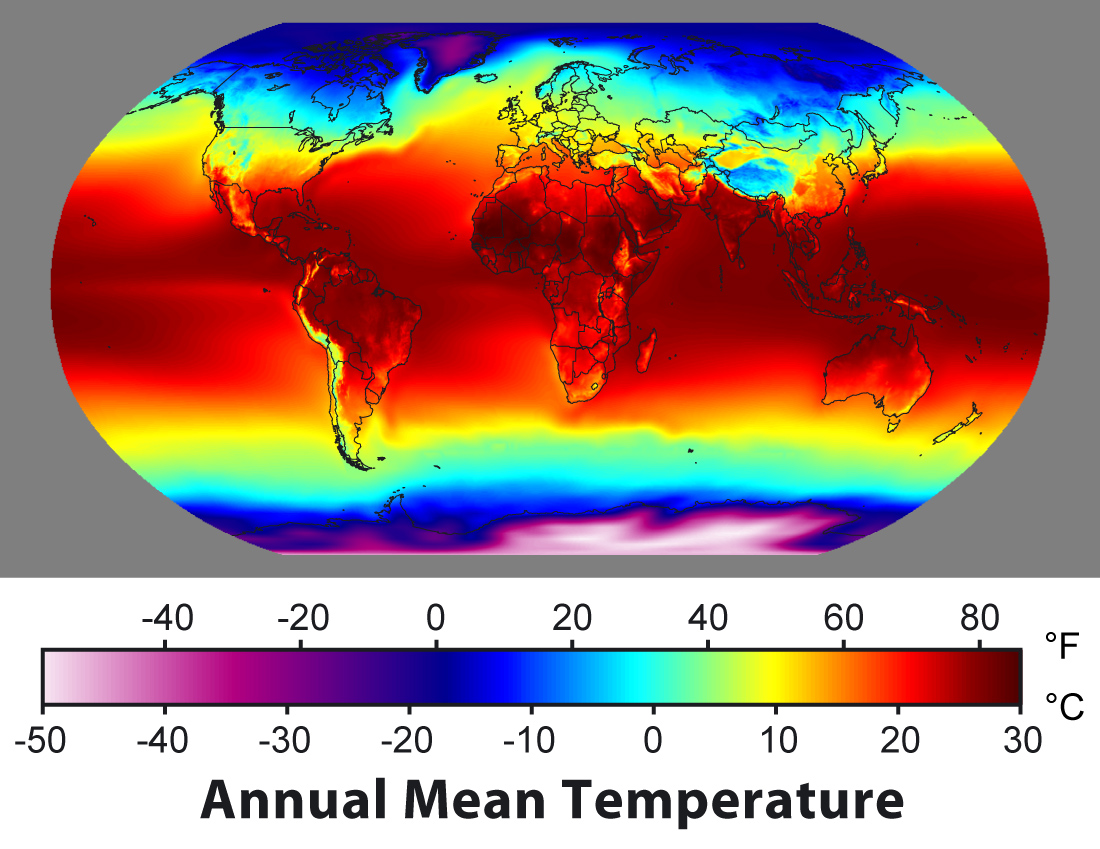
世界の地表平均気温、1961-1990年

気温は気候を構成する要素の1つでもある。地球規模で見ると、気温は緯度との相関性が最も顕著に表れ、緯度が高いほど気温は低い。右図においても、年平均気温が同じ同色の領域は、緯線に平行な帯状に分布している。これに次ぐ因子は標高や海流である。右図では、標高が高いアジア中部のヒマラヤ山脈・チベット高原や南アメリカ西岸のアンデス山脈が黄色や水色で表示され、同緯度よりも寒いことが分かる。また、強い暖流のある北大西洋やヨーロッパは黄色や水色の領域が周囲よりも北側に大きくはみ出しており、同緯度よりも暖かいことが分かる。また、北極よりも南極の方が気温が低く表示されているが、これは北極は海洋であるのに対して、南極は大陸で厚い氷床により標高が高いためである。年平均値や極値では北極よりも南極の方が寒い。
また、夏と冬の気温の差（最暖月と最寒月の気温差）は、低緯度地域より高緯度地域、海洋部より大陸部の方が大きい。世界の観測所で最も月平均気温の差が大きい場所はロシア・シベリアのオイミャコンで、1971年 - 2000年の平年値で実に60.2°Cにもなる（1月が−45.9°C、7月が14.3°C）。
こうした気温の特性のほか、降水などの特徴を総合的に勘案して気候を分類した、気候区分が作られている。

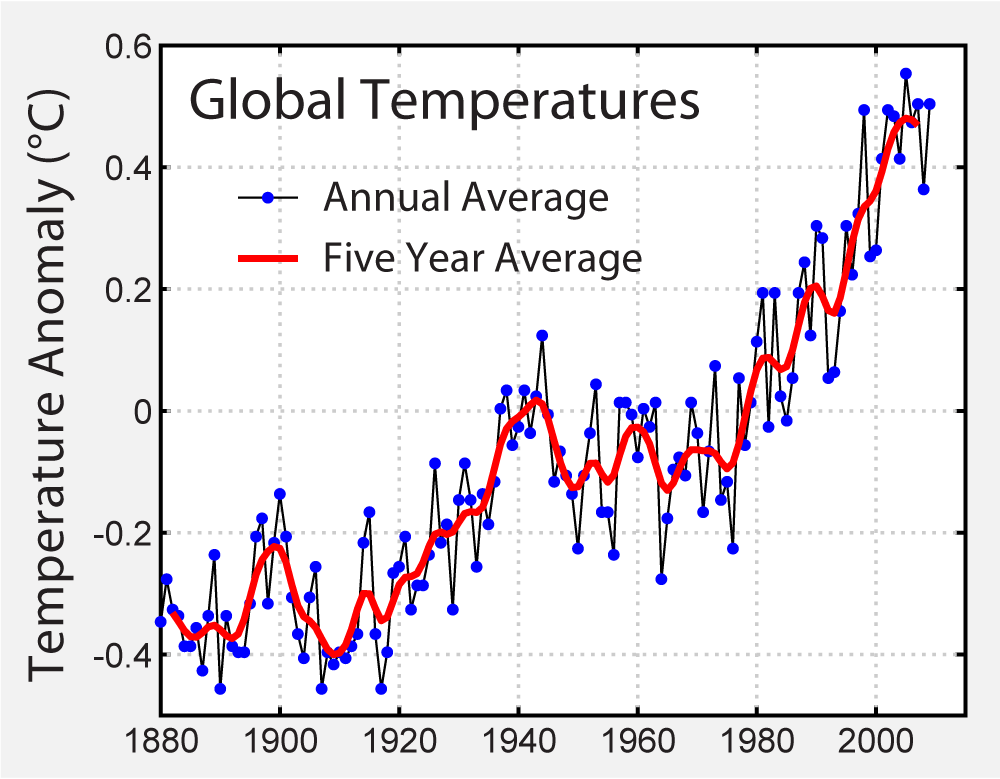
地球全体の平均気温の推移

ある地点における気温は1年周期の季節変化や1日周期の日変化だけではなく、日々の天候や、数年かそれ以上の規模での気候変動により変化する。主なものとしては、いわゆる氷期と呼ばれる寒冷期とそうでない温暖期（間氷期）が交互に繰り返す変動が知られており、更新世の約250万年間には数万年-十数万年周期でこの変動が起こったと推定されている。現在は「後氷期」と呼ばれる温暖期にあるが、その間にもさらに短周期の亜氷期（寒冷期）と亜間氷期（温暖期）を繰り返す変動も知られている。紀元前500年頃から現在までは「サブアトランティック」（英語版）と呼ばれる温暖期にあり、その間にもさらに中世の温暖期（IPCC AR4によるとヨーロッパに限られた温暖期）や小氷期（IPCC AR4によると平均気温の低下が1度未満の弱い寒冷期）と呼ばれる短周期の変動が知られている。
なお、特に19世紀半ばの産業革命以降は地球規模で気温が上昇していることが分かっている（地球温暖化）。例えば、100年間余りのデータがある日本の年平均気温は上昇傾向にあり、平年差が最も大きかった年は1990年の+1.04°Cで、次いで2004年の+1.00°Cとなっている。地球温暖化の主な原因は人為的な温室効果ガスの排出増加とされ、気候変動枠組条約や京都議定書などの国際的枠組みを設けて対策が行われている。
2019年2月6日、世界気象機関（WMO）は、2015年から4年間の世界の気温が観測史上最高だったことを確認した。また、2018年の世界の平均気温が産業革命前比で1度上昇し、過去4番目に高かったと発表した。2015年から4年連続で異例の高温が続き、上昇傾向が続き地球温暖化が進行している証拠だとしている。WMOによると、2016年の平均気温の上昇幅は1.2度で観測史上最高を記録した。WMOのペッテリ・ターラス（Petteri Taalas）事務局長は、単年の記録の上位20位が過去22年間に集中しており、「長期的な気温の傾向は単年の順位よりもはるかに重要であり、長期傾向は上昇を示している」とした上で、「過去4年間の気温上昇は陸上と海面の双方で異常な水準にある」と述べた。ハリケーンや干ばつ、洪水といった異常気象の要因にもなったと指摘している。

## 気温の世界記録

### 一覧表
| 大陸 | 最高気温                                                                     | 最高気温                                                                     | 最低気温                                                                                | 最低気温                                                                                |
| --- | ---------------------------------------------------------------------------- | ---------------------------------------------------------------------------- | --------------------------------------------------------------------------------------- | --------------------------------------------------------------------------------------- |
| アジア | 54.0°C（129.2°F） クウェート Mitribah 2016年7月21日                          | 54.0°C（129.2°F） クウェート Mitribah 2016年7月21日                          | −67.8°C（−90.0°F） ロシア サハ共和国 ベルホヤンスク 1892年2月7日                        | −71.2°C（−96.2°F） ロシア サハ共和国 オイミャコン 1926年1月26日                         |
| アフリカ | 55.0°C（131.0°F） チュニジア Kebili 1931年7月7日                             | 55.0°C（131.0°F） チュニジア Kebili 1931年7月7日                             | −24.0°C（−11.0°F） モロッコ Ifrane 1935年2月11日                                        | −24.0°C（−11.0°F） モロッコ Ifrane 1935年2月11日                                        |
| ヨーロッパ | 50.0°C（122.0°F） スペイン アンダルシア州 セビリア 1881年8月4日              | 50.0°C（122.0°F） スペイン アンダルシア州 セビリア 1881年8月4日              | −58.1°C（−72.6°F） ロシア コミ共和国 Ust-Shchuger 1978年12月31日                        | −51.4°C（−60.5°F） · ノルウェー · フィンマルク県 カラショーク · 1886年1月1日            |
| 北アメリカ | 56.7°C（134.0°F） アメリカ合衆国 カリフォルニア州 デスヴァレー 1913年7月10日 | 56.7°C（134.0°F） アメリカ合衆国 カリフォルニア州 デスヴァレー 1913年7月10日 | −63.0°C（−81.4°F） カナダ ユーコン準州 Snag 1947年2月3日                                | −66.1°C（−87°F） グリーンランド Northice 1954年1月9日                                   |
| 南アメリカ | 48.9°C（120.0°F） アルゼンチン リバダビア 1905年12月11日                     | 48.9°C（120.0°F） アルゼンチン リバダビア 1905年12月11日                     | −33.0°C（−27.4°F） アルゼンチン チュブ州 Sarmiento 1907年6月1日                         | −33.0°C（−27.4°F） アルゼンチン チュブ州 Sarmiento 1907年6月1日                         |
| オーストラリア | 53.1°C（128.0°F） オーストラリア クイーンズランド州 Cloncurry 1889年1月16日  | 53.1°C（128.0°F） オーストラリア クイーンズランド州 Cloncurry 1889年1月16日  | −23.0°C（−10.4°F） オーストラリア ニューサウスウェールズ州 Charlotte Pass 1994年6月29日 | −23.0°C（−10.4°F） オーストラリア ニューサウスウェールズ州 Charlotte Pass 1994年6月29日 |
| オセアニア | 42.4°C（108.3°F） ニュージーランド カンタベリー地区 ランギオラ 1973年2月7日  | 42.4°C（108.3°F） ニュージーランド カンタベリー地区 ランギオラ 1973年2月7日  | −25.6°C（−14.1°F） ニュージーランド Ranfurly 1903年7月18日                              | −25.6°C（−14.1°F） ニュージーランド Ranfurly 1903年7月18日                              |
| 南極 | 14.6°C（58.3°F） バンダ基地 1974年1月5日                                     | 14.6°C（58.3°F） バンダ基地 1974年1月5日                                     | −89.2°C（−128.6°F） ボストーク基地 1983年7月21日 *−93.2°C ドームA付近 2010年8月10日     | −89.2°C（−128.6°F） ボストーク基地 1983年7月21日 *−93.2°C ドームA付近 2010年8月10日     |
| - ロシアはウラル山脈を境界にアジアとヨーロッパに分割。 - オセアニアはオーストラリアを除く。 - 世界最高気温の記録：NOAAやNASAなどの記録によれば「リビア・アジージーヤの58.0°C （1922年9月13日）」とされていたが、2012年にWMOはアジージーヤの記録が観測ミスによる誤りで、実際は「アメリカ合衆国・カリフォルニア州デスヴァレーの56.7°C （1913年7月10日）」であったと発表した。一方、日本の気象庁の記録では長らく「イラク・バスラの58.8°C （1921年7月8日）」とされてきたが、2013年に気象庁気象研究所の藤部文昭が「イギリスの気象学会誌で1922年に報告された『セ氏53.8°C、カ氏128.9°F』の誤記であり、この最高気温を記録した日付も同学会誌のグラフでは7月15日と17日であった（8日は最低気温が最も高かった日）」とする調査結果を発表している。 - 世界最低気温の記録：地球観測衛星ランドサットの観測データによれば、2010年8月10日に-93.2°Cの温度を観測したことが2013年に判明している。場所は南極大陸の日本のドームふじ基地（標高3810メートル）がある山頂とドームA（標高4093メートル）がある山頂の間を走る尾根の中腹。ただしこれは気温ではなく地表面温度であり、気温と地表面温度は異なる温度を示すため、更新記録とされるかは不明である。 - 南極の最高気温:2020年2月にシーモア島で（Seymour Island）史上最高の20.75℃が観測された。 |                                                                              |                                                                              |                                                                                         |                                                                                         |

### その他の記録
- 最も急速な気温の上昇：2分間に27°C（49°F） -  アメリカ合衆国 サウスダコタ州 Spearfish、1943年1月22日[17]
- 最も急速な気温の低下：15分間に26°C（47°F） -  アメリカ合衆国 サウスダコタ州 ラピッドシティ、1911年1月10日[17]
  - いずれもチヌークと呼ばれる乾燥した高温風の影響によるものである。

## 気温の日本記録
最高気温や最低気温のデータとなる気温の観測間隔は、気象台・測候所・特別地域気象観測所では10秒ごと（観測時刻の1分未満の端数は切り上げ）、地域気象観測所では2002年以前は1時間ごと、2003年以降は10分ごとである。2008年3月26日より全国の地域気象観測所が順次10秒ごとの観測となり、気象台等と同様の観測間隔となった。地域気象観測所での気温観測は1994年4月 - 2002年12月でも10分ごとに行われていたが、現時点では、当時の正式な記録は1時間ごとの値となっている。

### 最高気温
- 日本の気象官署・アメダスにおける気温の最高記録は、2025年8月5日（14時26分）に群馬県伊勢崎市の伊勢崎地域気象観測所（アメダス）で観測された41.8℃[19]である。
- 2025年8月5日は、群馬県桐生市の桐生地域気象観測所で同日13時9分に41.2℃を観測[20]し、その後、群馬県伊勢崎市の伊勢崎気象観測所で同日14時20分に41.6℃を観測[21]した。さらに、伊勢崎地域気象観測所では前述の通り、同日14時26分に41.8℃を観測した。このように、同じ日に同じ県内の2つの異なる地域気象観測所で日本国内における最高気温を観測（更新）したのは、2020年8月11日以来[22]である。
- 山形県山形市では1933年7月25日に40.8°Cを観測し、2007年8月16日に埼玉県熊谷市と岐阜県多治見市で40.9°Cを観測するまでの74年間、日本における最高気温の記録を保持していた。
- 首都大学東京は東京都の気象観測機器網「メトロス」を2006年に引き継ぎ、首都圏約200か所に「広域メトロス」を展開。その測定結果によると上記の2007年8月16日、アメダス空白地である埼玉県川越市の最高気温は41.6°Cであった。首都大の研究チームは、東京のヒートアイランド現象が午後の海風を妨げるため、川越が日本で最も暑い地域である可能性があるとの見解を示している[23]。

#### 最高気温の上位記録
| 順位 | 気温   | 観測地点                                        | 起日          |
| ---- | ------ | ----------------------------------------------- | ------------- |
| 1位  | 41.8°C | 群馬県伊勢崎市                                  | 2025年8月5日  |
| 2位  | 41.4°C | 埼玉県比企郡鳩山町                              | 2025年8月5日  |
| 2位  | 41.4°C | 静岡県静岡市駿河区※                             | 2025年8月6日  |
| 4位  | 41.2°C | 兵庫県丹波市                                    | 2025年7月30日 |
| 4位  | 41.2°C | 群馬県桐生市                                    | 2025年8月5日  |
| 6位  | 41.1°C | 埼玉県熊谷市※                                   | 2018年7月23日 |
| 6位  | 41.1°C | 静岡県浜松市中区（現・中央区）※                 | 2020年8月17日 |
| 参考 | 42.5°C | 徳島県板野郡撫養町（現・鳴門市） （区内観測所） | 1923年8月6日  |
| 参考 | 42.7°C | 東京都足立区江北 東京都環境科学研究所調べ       | 2004年7月20日 |

#### 最高気温の下位記録
| 順位 | 気温    | 観測地点                                | 起日          |
| ---- | ------- | --------------------------------------- | ------------- |
| 1位  | -32.0°C | 富士山頂※                               | 1936年1月31日 |
| 2位  | -22.5°C | 北海道石狩国上川郡旭川町（現・旭川市）※ | 1909年1月12日 |
| 3位  | -21.2°C | 北海道天塩国上川郡和寒町                | 1985年1月24日 |
| 4位  | -20.3°C | 北海道名寄市                            | 1977年1月21日 |
| 5位  | -20.1°C | 北海道士別市                            | 1985年1月25日 |

※を付した観測地点は気象官署、それ以外はアメダスである。

#### 備考
- 撫養の42.5°Cは、アメダス導入以前に気象庁が観測業務を委託していた区内観測所での記録であるが、委託観測であることや、風の弱い晴天時の百葉箱内では実際よりも高い気温が観測されることがある[注 4]ため、気象官署や現在の記録とは単純に比較はできない。なお、当日の徳島市では最高気温が33.6℃と[33]、極端な高温は観測されていない。
- 東京（当時の中央気象台）では1923年9月2日に46.4°C[34]または46.3°C[35]（47.3°C[36]とも）を観測しているが、これは関東大震災の火災の影響によるものであり、公式な記録としては認められていない。東京の公式記録では、当日の最高気温は欠測扱いとなっている[37]。
- 沖縄県は海洋性気候であるため日較差が小さく、県内の観測史上最高は36.1°C[注 5]と、都道府県別の高温極値は全国で最も低い。なお、北海道の観測史上最高は39.5°Cである[注 6]。

### 最低気温
- 日本の気象官署・アメダスにおける気温の最低記録は、1902年1月25日に北海道石狩国上川郡旭川町（現・旭川市）で観測された-41.0°Cである[40]。

#### 最低気温の下位記録
| 順位 | 気温    | 観測地点                                                        | 起日          |
| ---- | ------- | --------------------------------------------------------------- | ------------- |
| 1位  | -41.0°C | 北海道石狩国上川郡旭川町（現・旭川市）※                         | 1902年1月25日 |
| 2位  | -38.2°C | 北海道河西郡下帯広村（現・帯広市）※                             | 1902年1月26日 |
| 3位  | -38.1°C | 北海道旭川市江丹別                                              | 1978年2月17日 |
| 4位  | -38.0°C | 富士山頂※                                                       | 1981年2月27日 |
| 5位  | -37.9°C | 北海道枝幸郡枝幸町歌登                                          | 1978年2月17日 |
| 参考 | -41.5°C | 北海道天塩国中川郡美深町 （区内観測所）                         | 1931年1月27日 |
| 参考 | -44.0°C | 北海道枝幸郡枝幸村（現・枝幸町）上幌別 （北海道森林気象観測所） | 1931年1月27日 |
| 参考 | -41.2°C | 北海道雨竜郡幌加内町母子里 （北海道大学雨竜演習林）             | 1978年2月17日 |

#### 最低気温の上位記録
| 順位 | 気温   | 観測地点             | 起日          |
| ---- | ------ | -------------------- | ------------- |
| 1位  | 31.4°C | 新潟県糸魚川市       | 2023年8月10日 |
| 2位  | 30.8°C | 新潟県上越市高田※    | 2023年8月10日 |
| 2位  | 30.8°C | 新潟県佐渡市相川※    | 2019年8月15日 |
| 4位  | 30.7°C | 鳥取県境港市※        | 2023年8月10日 |
| 5位  | 30.6°C | 新潟県岩船郡粟島浦村 | 2023年8月10日 |

※を付した観測地点は気象官署、それ以外はアメダスである。

#### 備考
- 美深の-41.5°Cは、気象庁が観測業務を委託していた区内観測所での記録だが、委託観測であることなどから、気象官署や現在の記録とは単純に比較はできない。
- 母子里では、順位表に挙げられている-41.2°Cの同日に-44.8°C（非公式）を、また1977年から1982年まで6年連続で-40.0°C以下（非公式）を観測している[42]。なお、-41.2°Cは戦後の日本国内における最低気温記録である。
- 非公式の参考記録としては、北海道天塩国上川郡風連町（現・名寄市）における個人観測で、1953年1月3日に-45.0°Cを記録した例がある[43]。ただし、当日の最低気温は旭川市で-24.8°C[44]、帯広市で-29.1°C[45]など、周辺部で極端な低温は観測されていない。
- 順位表は同一地点の複数記載はされていないが、
  - 旭川は2位よりも上位に入る低温（-38.2°C未満）を、-41.0°Cを含めて6回観測している。
  - 糸魚川は2位相当の高温（30.8℃）を1990年8月22日に、2位よりも上位に入る高温（31.3℃）を2019年8月15日に観測している。
- 最低気温の高温上位を観測した2023年8月10日は、台風第6号に起因するフェーン現象が発生していた。
- 日本国内の観測ではないものの、南極の昭和基地では1982年9月4日に-45.3°Cを記録している[46]。
- 以前の日本領という範囲では、南樺太の樺太豊栄郡落合町で1908年1月19日に観測された-45.6°Cという記録もある[47]。
- 旭川で史上最低の-41.0°Cを観測した1902年1月25日をはさむ同23日から27日にかけて、青森県で八甲田雪中行軍遭難事件が発生し、行軍参加210名中199名が凍死した。

## 気温と健康
ハーバード大学医学部によると、高温は心臓病のリスクを高める。 気温が高いときは、屋内にとどまり、20分ごとに屋外で水分補給し、フルーツジュースを飲まないこと。